# هاكون الثالث ملك النرويج
هاكون الثالث (بالنرويجية: Håkon Sverresson وبالإنجليزية: Haakon III of Norway) (1182 ـ 1 يناير 1204) كان ملك النرويج بين عامي 1202 و1204. تمكن أثناء حكمه القصير من تحرير النرويج من سطوة الكنيسة السياسية. توفي سنة 1204، ودُفن في الكاتدرائية القديمة في برغن، التي لم يبق منها اليوم إلا نصب تذكاري في المكان الذي كانت قائمة فيه، بعد أن هُدمت سنة 1531.

## اقرأ أيضاً
- هاكون ولي عهد النرويج